# Chris Paul
Christopher Emmanuel Paul (Winston-Salem, Észak-Karolina, 1985. május 6. –), becenevén CP3, amerikai kosárlabdázó, aki jelenleg a San Antonio Spurs játékosa a National Basketball Associationben (NBA). Irányítóként megnyerte az NBA Év újonca díjat, az All Star-gála MVP-díját, két olimpiai aranyérmet, négyszer szerezte a legtöbb gólpasszt és hatszor (rekord) a legtöbb labdaszerzést egy NBA-szezonban. Tizenkét All Star-gálán szerepelt, tízszer választották All-NBA csapatba és kilencszer All-Defensive csapatba.
Középiskolában McDonald's All-American volt, mielőtt a Wake Forest Egyetemen játszott volna két évig, ahol vele a csapat történetében először első helyen volt rangsorolva. Negyedik helyen választotta a 2005-ös NBA-draftban a New Orleans Hornets, ahol a liga egyik legjobb játékosává fejlődött, 2008-ban második lett az NBA Most Valuable Player szavazáson. 2011 nyarán a Hornets megegyezett a Los Angeles Lakersszel, hogy Kaliforniába küldik Chris Paul-t, de az NBA megakadályozta a csere létrejöttét, akkoriban a liga tulajdonában volt a Hornets. Később ebben az évben a Los Angeles Clippers-be igazolt. Paul vezetésével a Clippers kialakította gyors játékmenetét, látványos játékkal, amelynek következtében a csapat a "Lob City" becenevet kapta. 2017-ben csatlakozott a Houston Rockets csapatába, ahol első szezonjában a csapat történetének legtöbb mérkőzését nyerte meg az alapszakaszban. Második szezonja után csatlakozott az Oklahoma City Thunder-höz, Russell Westbrookért cserébe. Ezt követően a Thunder a Phoenix Sunsba küldte a játékost 2020. november 16-án.
2013 augusztusa óta a National Basketball Players Association (NBPA) elnöke. A világ egyik legjobban fizetett sportolója, szponzori szerződése van olyan cégekkel, mint az Air Jordan és a State Farm.

## Korai évek
Christopher Emmanuel Paul 1985. május 6-án született Winston-Salemben, Észak-Karolinában, Charles Edward Paul és Robin Jones gyermekeként. Egy idősebb testvére van, Charles "C.J." Paul. Családja adta neki a CP3 becenevet, mert neki, apjának és testvérének is ugyanaz a monogramja. Charles Sr tanította fiait kosárlabdázni és amerikai futballozni, illetve több utánpótlás ligában is edzette őket gyerekkorukban. Fiatal korukban a Paul testvérek nyaraik nagy részét nagyapjuknak dolgozva töltötték, akit Chris legjobb barátjának nevezett.

## Középiskola
Paul a West Forsyth Középiskolába járt Clemmonsszban. Első és második évében a harmadéves csapatban játszott. Harmadik szezonjára 25 pontot, 5.3 gólpasszt és 4.4 labdaszerzést átlagolt, állami elődöntőbe vezetve iskoláját. A következő nyár alatt a Kappa Magic-kel megnyerte a nemzeti U17-es AAU-címet, amely tornán MVP-nek választották. Végzős szezonjában országos szinten felfigyeltek rá, mikor 61 pontot szerzett egy mérkőzésen. Paul 61 éves nagyapját korábban az évben megölték, neki ajánlotta a sikerét. A szezonban végül 30.8 pontot átlagolt, 5.9 lepattanóval, 9.5 gólpasszal és 6 labdaszerzéssel kiegészítve. A keleti régiódöntőbe jutott csapatával. Beválasztották a McDonald's All-American csapatba, a Parade All-American Első csapatba és Észak-Karolina Mr. Kosárlabda díjasának nevezték.

## Egyetem
Elsőévesként a Wake Forest Egyetemen Paul 14.8 pontot, 5.9 gólpasszt és 2.7 labdaszerzést átlagolt, beállítva rekordot a hárompontos százalék, a büntetődobás, a büntetődobás százalék, a gólpassz és a labdaszerzés kategóriákban. Az ő vezetésével a Demon Deacons bejutott az NCAA tornára, eljutva a nyolcaddöntőig. A szezon befejezte után az ACC Év újoncának választották és az All-ACC Harmadik csapatban is helyet kapott.
Két hétig második szezonjában, Wake Forest a legjobb csapat volt az országban, az egyetem történetében először.  2005. január 15-én Paul 26 pontot és 8 gólpasszt szerzett az Észak-Karolina elleni mérkőzésen. Február 3-án pedig 23-at a Duke elleni 92–89 arányú győzelem alkalmával. Az év utolsó mérkőzésén Paul megütötte az NC State irányítóját, Julius Hodge-ot, amiért eltiltották egy mérkőzésre. A Demon Deacons ismét bejutott az NCAA tornára, de kiestek a második fordulóban a Nyugat-Virginia ellen. A szezon befejeztével beválasztották a Consensus All-American Első csapatba, 15.3 pontot, 4.5 lepattanót, 6.6 gólpasszt és 2.4 labdaszerzést átlagolva. 3.21-es GPA-vel beválasztották az ESPN Academic All-America Csapatba is. 2005. április 15-én Paul bejelentette, hogy profi lesz. 2011. március 2-án a Wake Forest visszavonultatta mezszámát.

## Profi karrier

### 2005–2011: New Orleans Hornets

#### 2005–2007: korai évek

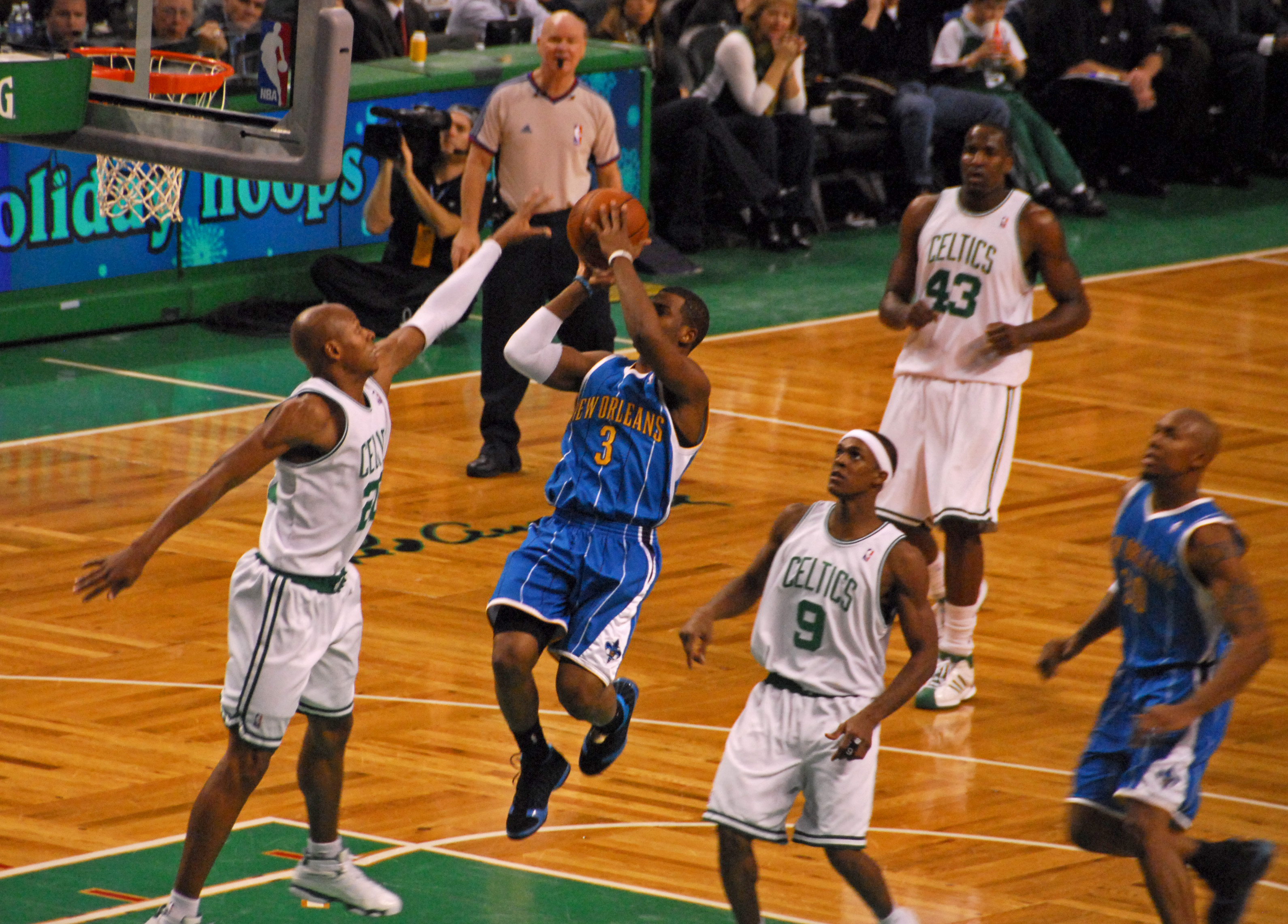
Paul 2008-ban a Boston Celtics ellen

Pault a negyedik helyen választotta a New Orleans Hornets a 2005-ös NBA-draftban. A Katrina hurrikán miatt a Hornets a mérkőzéseinek nagy részét Oklahoma City-ben játszotta, Paul első két szezonjában. Paul első szezonját elsőként fejezte be az újoncok között a következő kategóriákban: pontok, gólpasszok, labdaszerzések és dupladuplák. Az NBA történetében csak a második újonc lett, aki vezette a ligát labdaszerzésekben. 16.1 pontot, 5.1 lepattanót, 7.8 gólpasszt és 2.2 labdaszerzést átlagolva, megválasztották az NBA év újoncának, majdnem elnyerve az összes első helyért járó szavazatot. Az egyetlen másik játékos, aki kapott szavazatot az első helyre, Deron Williams volt, akivel Paul karrierje elején egy ideig rivalizált.
A 2007-es All Star-hétvégén Paul beállította új újonc rekordot 17 gólpasszal és 9 labdaszerzéssel. Második szezonjában 17.3 pontot, illetve 8.9 gólpasszt átlagolt, de csak 64 mérkőzést játszott sérülés miatt.

#### 2007–2011: szupersztárrá válás
Pault a 2007–2008-as szezonban választották először All Starrá. Az ő vezetésével a Hornets a nyugati főcsoport egyik legjobb csapata volt, március 17-én első is volt átmenetileg. Csapatrekord 56 mérkőzést nyertek meg és másodikak lettek a főcsoportban. Paul vezette az NBA-t gólpassz (11.6) és labdaszerzés (2.7) kategóriákban, második lett az NBA Most Valuable Player szavazáson és beválasztották az All-NBA és az All-Defensive első csapatokba. Rájátszás debütálásán 35 pontot szerzett a Dallas Mavericks ellen. A második meccsen csapatrekord 17 gólpasszt adott. A Hornets öt mérkőzés alatt győzte le a Maverick-et. A következő körben estek ki a San Antonio Spurs ellen.

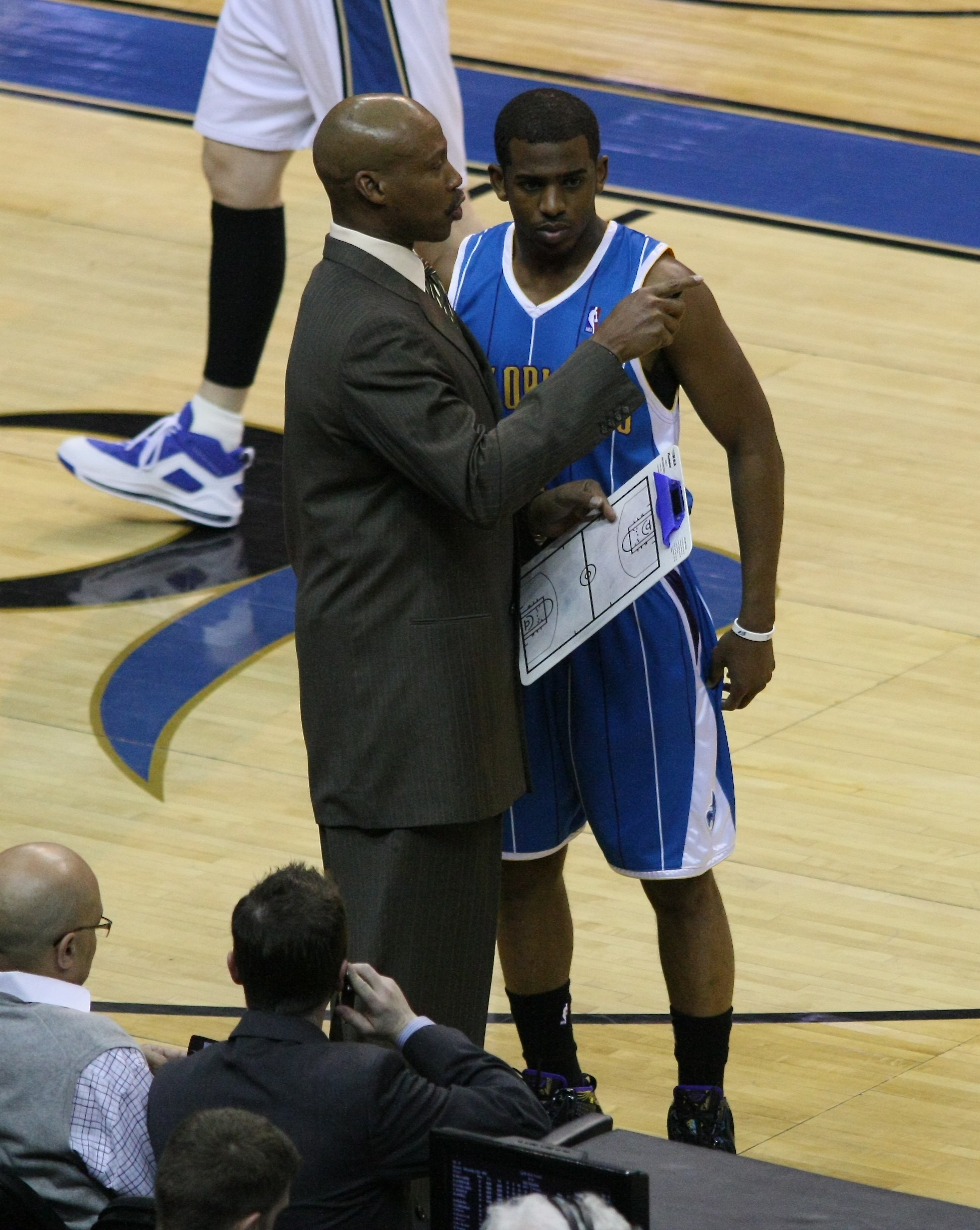
Paul a Hornets színeiben (2009).

A 2008–2009-es szezon kezdete előtt Paul aláírt egy szerződéshosszabbítást a Hornets csapatával 68 millió dollárért, három évre. 2008. december 17-én beállította a rekordot a legtöbb mérkőzést sorozatban egy labdaszerzéssel (106). Többször is közel állt, hogy négy kategóriában is elérjen 10-et, beleértve egy 27 pontos, 10 lepattanós, 15 gólpasszos és 7 labdaszerzéses mérkőzést a Philadelphia 76ers ellen. Összességében 22.8 pontot, 5.5 lepattanót, 11 gólpasszt és 2.8 labdaszerzést átlagolt. Ennek ellenére a Hornets gyengébb lett és az első körben kiestek a rájátszásból a Denver Nuggets ellen.
A 2009–2010-es szezon lassú kezdetét követően a Hornets kirúgta Byron Scott vezetőedzőt, amelyről Paul kifejezte nemtetszését, azt mondván, hogy "a menedzsmentnek egyeztetnie kellett volna velem és megkérdezni, mit gondolok a lépésről." 2010 február elején Paul megsérült és ki kellett hagynia több, mint egy hónapot, az All Star-gálát is beleértve. Összesen 45 meccset játszott. Paul nélkül a Hornets nem jutott be a rájátszásba.
2010–2011-ben Paul ismét megsérült, miután összeütközött a Cavaliers irányítójával, Ramon Sessions-zel és le kellett szállítani a pályáról. Két meccsel később vissza tudott térni, 33 pontja, 15 gólpassza volt a Sacramento Kings ellen. A rájátszás első körében a címvédő Los Angeles Lakers ellen játszottak, Paulnak történelmileg kiemelkedő teljesítményei voltak a sorozatban. Az első mérkőzésen 33 pontja, 14 gólpassza és 4 labdaszerzése volt, míg 27 pontja, 13 lepattanója és 15 gólpassza a negyediken. A New Orleans kiesett hat mérkőzés után és a tulajdonosok attól féltek, hogy Paul szabadügynökként el fogja hagyni a csapatot. Ezt követően aktívan elkezdtek cserelehetőségeket keresni a játékosért.

### 2011–2017: Los Angeles Clippers

#### 2011: érkezés Los Angelesbe
2011. december 8-án a Hornets megegyezett egy három csapatos cserében, amellyel Paul a Los Angeles Lakersbe folytatta volna karrierjét. Az NBA, aki akkoriban a Hornets tulajdonosa volt, lemondta az egyezményt, David Stern, a liga biztosa azt nyilatkozta, hogy a csapatnak jobb lenne, ha megtartaná a játékost. A cserében résztvevő csapatok elkezdtek lobbizni a ligánál, hogy fordítsák vissza döntésüket, sikertelenül. December 12-én a Hornets megegyezett a Los Angeles Clippers-zel, amely szintén nem volt sikeres, miután az NBA többet kért a játékosért. Két nappal később végre létrejött a csere, Paul és két második fordulós draft választás, Eric Gordonért, Chris Kamanért, Al-Farouq Aminuért és a Minnesota Timberwolves következő évi első körös draft választásáért (Austin Rivers) cserébe került Los Angelesbe. Ezt követően Paul bejelentette, hogy még legalább két évig Los Angelesben marad.

#### 2011–2017: évek a rájátszásban

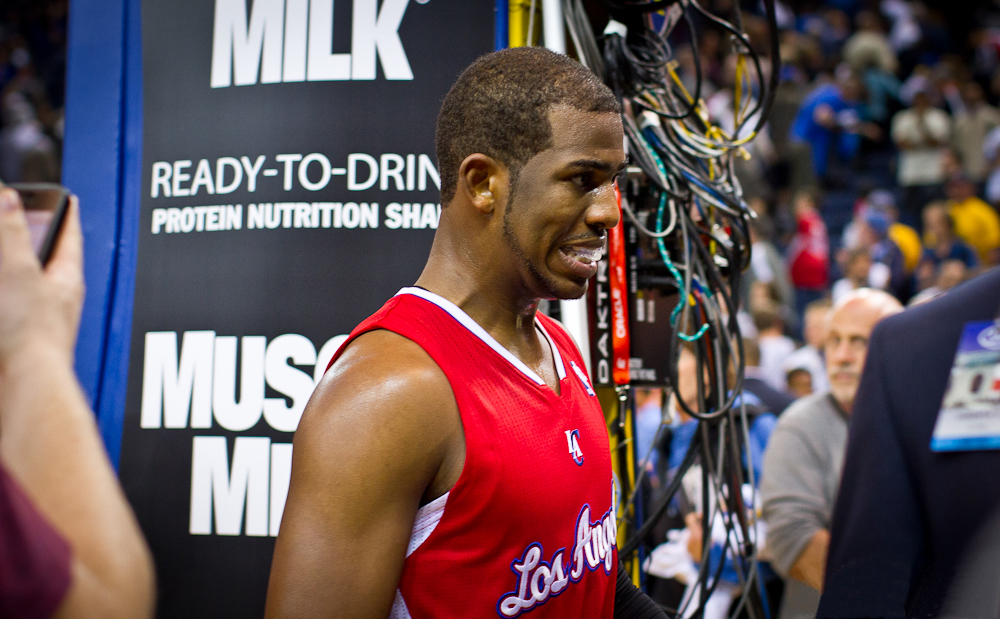
Paul 2012-ben a Clippers csapatában.

Paul érkezése után a Clippers franchise újjáéledt, amelyről Blake Griffin a következőt mondta: "Visszahelyezett minket a térképre." Paul debütáló szezonjában a csapat kialakított egy gyors támadójátékot, látványos zsákolásokkal, általában Paul passzából Griffinhez vagy DeAndre Jordanhez. Ebből született a csapat beceneve, a Lob City. Paul az évet 19.8 pontot, 9.1 gólpasszt és 2.5 labdaszerzést átlagolva fejezte be, amellyel az első Clipper lett, akit beválasztottak egy All NBA első csapatba az 1980-as évek óta. A csapat eljutott a rájátszásban a főcsoport elődöntőbe, ahol kiestek a San Antonio Spurs ellen.

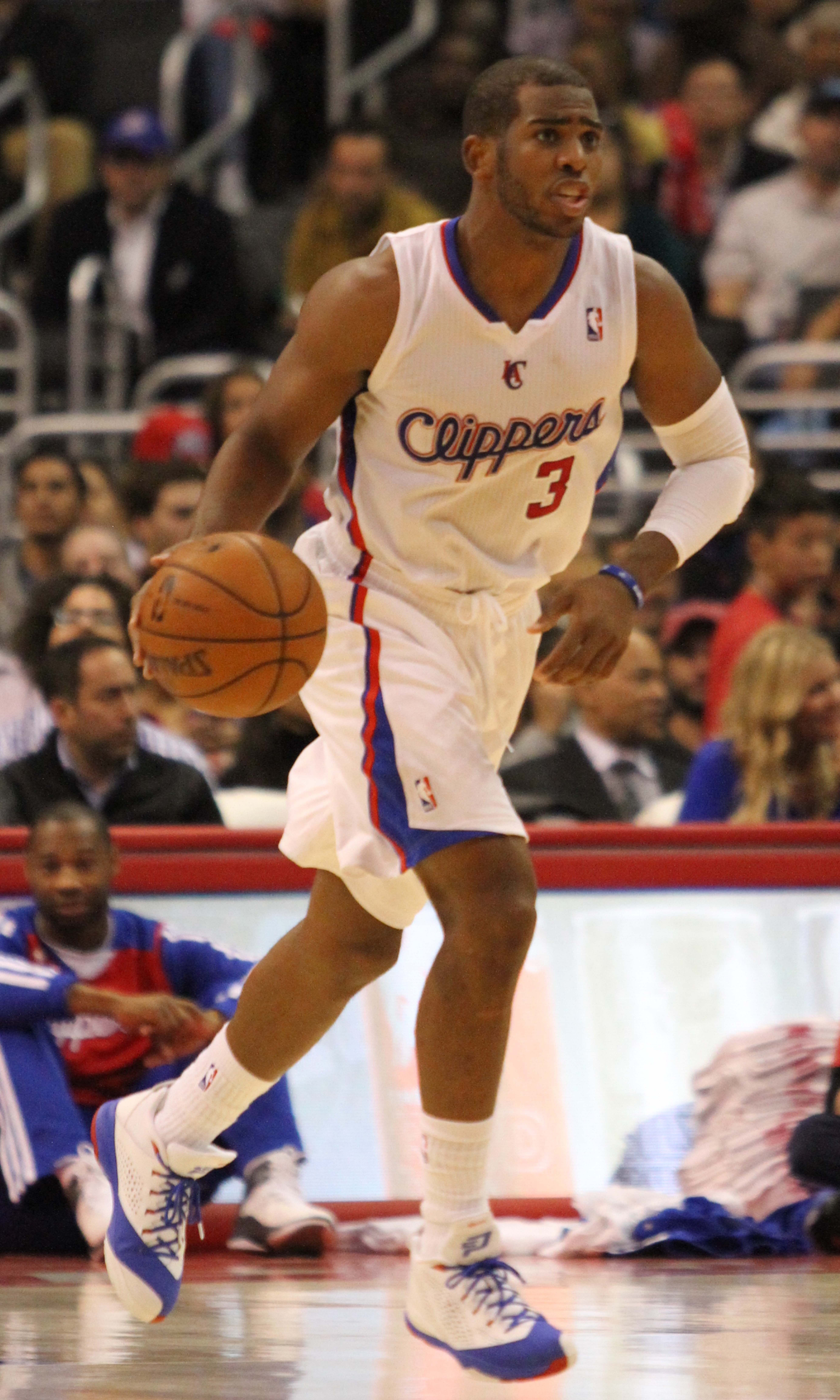
2013 novemberében.

A 2013-as All Star-gálán Paul vezetésével győztes lett a nyugati főcsoport, elnyerve első NBA All Star-gála MVP díját. 16.9 pontot, 9.7 gólpasszt és 2.4 labdaszerzést átlagolt a szezonban, amely segített a Clippersnek csapatrekord 56 meccset megnyerni. Az első körben kiestek a Memphis Grizzlies ellen, amely után a csapat azonnal bejelentette, hogy nem hosszabbítják meg Vinny Del Negro vezetőedző szerződését és megjelentek sajtóhírek, hogy ez részben Paulnak volt köszönhető. A Los Angeles tagadta, hogy a játékosoknak lett volna bármiféle beleszólása az edzői döntésekben.
A 2013–2014-es szezon kezdete előtt Paul hosszabbított a csapattal, aláírva egy öt éves, 107 millió dolláros szerződést. Ugyan több, mint egy hónapot ki kellett hagynia sérüléssel, a Los Angeles ismét csapatrekord mérkőzést nyert meg a szezonban, ezúttal 57-et. A rájátszás első fordulójának első mérkőzésén karrierrekord nyolc hárompontost szerzett. Az ötödik mérkőzés végén több hibát is vétett, amely következtében az Oklahoma City Thunder nyert, Paul a következőt nyilatkozta: "Én voltam... Minden ami a végén történt az én hibám." A Thunder végül hat mérkőzés alatt ejtette ki a Clipperst.
A 2014–2015-ös szezonban Paul játszott a csapat összes meccsén, először karrierjében, 10.2 gólpasszt átlagolva, amely a legjobb volt a ligában. A rájátszás első körének hetedik mérkőzésén sérülése ellenére az utolsó másodpercben megnyerte a meccset a Clippersnek. A sérülés miatt ki kellett hagynia a következő kör első két meccsét a Houston Rockets ellen. A Clippers kikapott, annak ellenére, hogy 3–1-re is vezettek. Paul karrierjében ez sorozatban a hetedik rájátszás szereplése volt, anélkül, hogy a főcsoportdöntőbe jutott volna.

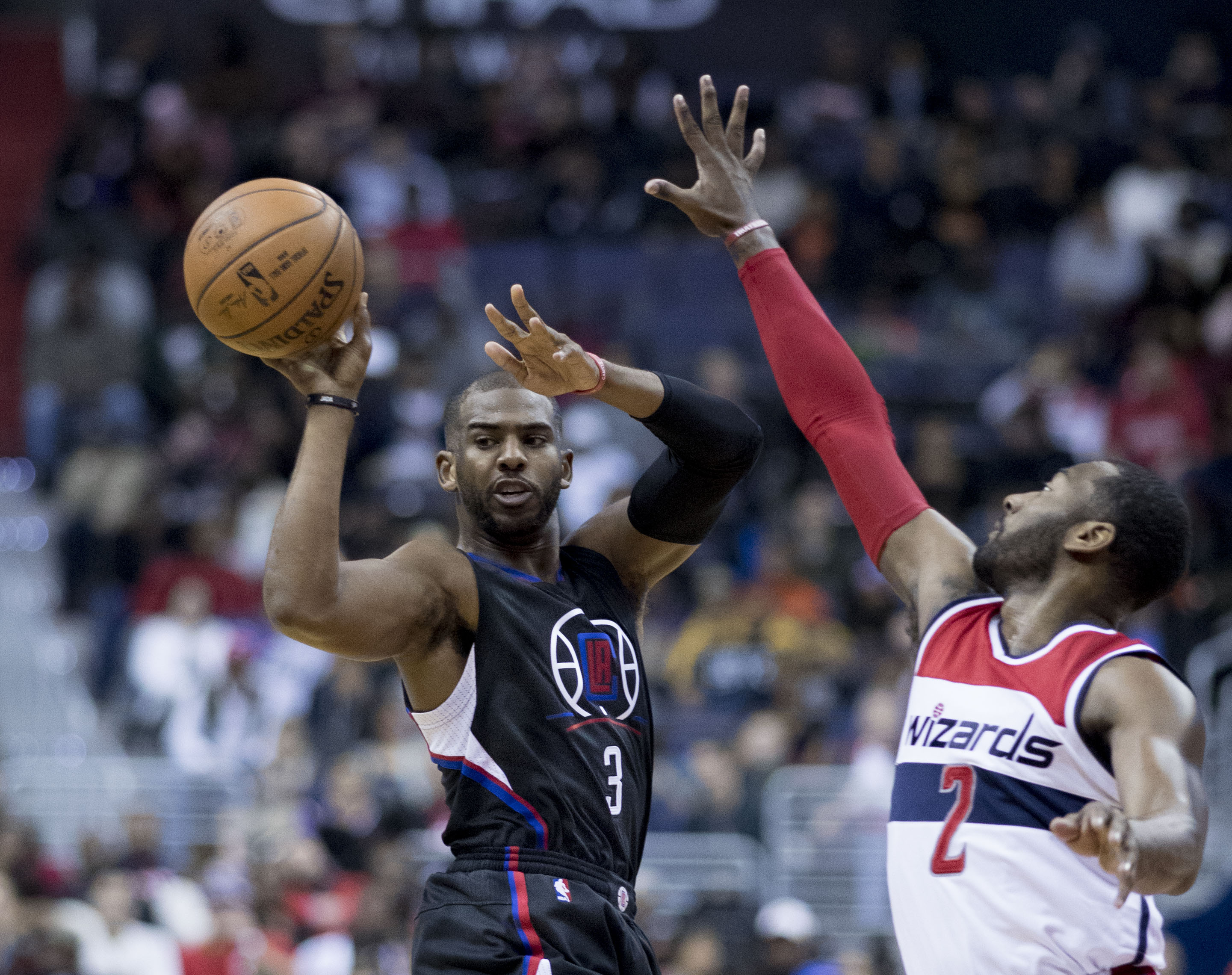
2016-ban a Washington Wizards ellen.

A 2015–2016-os szezon januárjában Paul egy tíz meccses győzelmi sorozathoz vezette a csapatot Griffin és Jordan sérülésének ellenére. A szezont 19 pontot, 10 gólpasszt és 2 labdaszerzést átlagolva fejezte be. A rájátszás első körében a Portland Trail Blazers ellen játszottak, egy 2–1-es vezetést szerezve. A negyedik meccsen Paul eltörte a kezét. Az irányító és Griffin hiányában kiestek hat mérkőzés után.
A 2016–2017-es szezonban Paul kihagyott 21 meccset az alapszakaszban. 2008 óta mindössze másodjára és a Clippers tagjaként először nem választották be All-NBA csapatba. A rájátszásban a Los Angeles kiesett az első körben a Utah Jazz ellen. Paul 25.3 pontot, 9.9 gólpasszt és 5 lepattanót átlagolt.

### 2017–2019: Houston Rockets
2017. június 28-án Patrick Beverley, Sam Dekker, Montrezl Harrell, Darrun Hilliard, DeAndre Liggins, Lou Williams, Kyle Wiltjer játékjogáért és egy első körös draft választásért cserében a Houston Rockets játékosa lett. 2017. október 17-én debütált a csapatban, mindössze négy pontot szerzett. Később kiderült, hogy térdsérüléssel játszott. Ezt követően kihagyott 14 meccset sorozatban. November 16-án tért vissza 11 ponttal és 10 gólpasszal. December 13-án 31 pontot, 11 gólpasszt és hét lepattanót szerzett a Charlotte Hornets ellen. Két nappal később 28 pontja, 8 gólpassza és 7 labdaszerzése volt, amellyel a Rockets sorozatban 12 mérkőzést nyert meg. Az első játékos lett az NBA történetében, aki 28 pontot, 8 gólpasszt és 7 labdaszerzést tudott felmutatni egy mérkőzésen a Spurs ellen. A korábbi 10 évben ezt a statisztikai mutatót csak tízszer érték el, amelyből hat Paul volt. A december 11-i héten a nyugati főcsoport legjobbjának választották, a 13. ilyen díja volt, az első 2016 óta. Január 10-én 37 pontot szerzett a Portland Trail Blazers ellen. Január 18-án megszerezte 1958. labdaszerzését, amellyel megelőzte Derek Harpert az örökranglistán. Január 26-án szezonrekord 38 pontot szerzett a New Orleans Pelicans ellen. Február 3-án 22 pontja és 11 gólpassza volt a Cleveland Cavaliers ellen, amely mérkőzésen megelőzte Andre Millert (8624) a gólpassz örökranglistán. Február 23-án pedig megelőzte Allen Iversont (1984) a 12. helyen a labdaszerzés listán. A Rockets a legjobb csapatként fejezte be a szezont (65–17), először a franchise történetében.
A rájátszás második fordulójában az ötödik mérkőzésen Paul rájátszás-rekord 41 pontot szerzett, 10 gólpassz és 7 lepattanó mellett, hogy karrierjében először a főcsoportdöntőbe jusson. A főcsoportdöntő ötödik mérkőzésén megsérült, amelyet követően csapata nem tudott nyerni, kiestek a Warriors ellen.
2018. július 8-án Paul aláírt egy négy éves, 160 millió dolláros maximum szerződést a Rockets csapatával. Pault eltiltották két mérkőzésre a 2018–2019-es szezon elején a Los Angeles Lakers elleni pályán történt verekedés miatt, amely mellett 491 ezer dollárra is büntették. December 11-én tripladuplát szerzett 11 ponttal, 11 lepattanóval és 10 gólpasszal. December 20-án megsérült a Miami Heat ellen, amelyet követően hiányzott 17 mérkőzésen. Február 23-án szezonrekord 17 gólpasszt szerzett a Warriors ellen. Március 10-én a Dallas Mavericks ellen megelőzte Isiah Thomas-t (9061) az NBA gólpassz listáján, a hetedik helyre jutva.

### 2019–2020: Oklahoma City Thunder
2019. július 16-án az Oklahoma City Thunder csapatába küldték Russell Westbrookért cserébe, 2024-es és 2026-os első körös draft-választásokkal és 2021-es, illetve 2025-ös második körös draft-választás cserékkel kiegészítve.
2019. október 23-án debütált a csapatban a Utah Jazz ellen, 22 pontot és 8 lepattanót szerezve. December 30-án majdnem tripladuplát szerzett, 30 ponttal, 10 lepattanóval és 8 gólpasszal. Ugyanígy közel állt a tripladuplához december 29-én, 25 pontot, 11 lepattanót és 8 gólpasszt felmutatva a címvédő Toronto Raptors ellen. 2020 januárjában kiérdemelte 10. All Star szereplését, amely az első volt 2016 óta. Február 11-én szezonrekord 31 pontot szerzett a San Antonio Spurs elleni vereség alkalmával.

### 2020–2023: Phoenix Suns

#### 2020–2021-es szezon: NBA-döntő
2020. november 16-án a Thunder Abdel Nadert és Pault a Phoenix Suns csapatába küldte Kelly Oubre Jr., Ricky Rubio, Ty Jerome, Jalen Lecque és egy 2022-es draft-választásért cserébe. 2021. február 1-én Paul 34 pontot szerzett, 9 lepattanó és 9 gólpassz mellett. Február 19-én szezonrekord 19 gólpasszt szerzett a New Orleans Pelicans ellen. Egy nappal később megelőzte Oscar Robertsont a gólpassz listán a Memphis Grizzlies elleni mérkőzésen. Februárban beválasztották 11. All Star-gálájára, Devin Bookerrel együtt, amellyel Steve Nash és Amar'e Stoudemire óta (2010) az első Suns-duó lettek, akik ezt elérték. Március 21-én megszerezte első tripladupláját 11 ponttal, 10 lepattanóval és 13 gólpasszal a Los Angeles Lakers ellen, amellyel a hatodik játékos lett az NBA történetében, aki szerzett karrierjében 10000 gólpasszt. Április 19-én a Milwaukee Bucks ellen 22 pontot és 13 gólpasszt ért el, megelőzve Magic Johnsont az ötödik helyért a gólpassz örökranglistán.
A Denver Nuggets elleni főcsoport elődöntőben Paul 15 pontot, 15 gólpasszt és 0 labdavesztést tudott felmutatni. Ez volt Paul harmadik rájátszás meccse legalább 15 gólpasszal, 15 ponttal és 0 labdavesztéssel, a legtöbb az NBA történetében. A negyedik mérkőzésen 37 pontot szerzett, 74%-os mezőnygól százalékkal, amelyet követően a Suns 2010 óta először főcsoportdöntőbe jutott. Ez után Paulnak nyolc napot ki kellett hagynia a liga Covid19-protokolja miatt. Kihagyta a főcsoportdöntő első két meccsét.
A hatodik mérkőzésen beállította saját rájátszás-rekord 41 pontját, 8 gólpassz mellett a Los Angeles Clippers elleni győzelemmel, amellyel a Suns 1993 óta először, Paul pedig karrierjében először az NBA-döntőbe jutott. A meccsen Paul 31-et a 41 pontból a második félidőben szerezte, amellyel az első játékos lett az elmúlt 25 évben, aki egy sorozat eldöntő meccs második félidejében 30 pontot szerzett.
Az NBA-döntő első mérkőzésén a Milwaukee Bucks ellen 32 pontja volt, amelyből 16 a harmadik negyedben volt, kilenc gólpassz mellett. A Suns ezután megnyerte a második mérkőzést, majd elvesztette a döntőt hat mérkőzés alatt. Paul ezzel az első játékos lett az NBA-rájátszás történetében, akinek csapatai négyszer is elvesztettek egy sorozatot, miután 2–0-ás vezetést szereztek.
2021. augusztus 7-én Paul aláírt egy négy éves, 120 millió dolláros szerződést a Sunsszal. Október 22-én 21 pontot, 14 gólpasszt, 4 lepattanót és 2 labdaszerzést szerzett a Los Angeles Lakers ellen, amellyel az első játékos lett a liga történetében, aki legalább 20 ezer pontot és 10 ezer gólpasszt szerzett karrierjében. November 2-án 14 pontja és 18 gólpassza volt a New Orleans Pelicans ellen, amellyel harmadik helyre emelkedett az NBA történetében legtöbb gólpasszt adó játékosok listáján, megelőzve Mark Jacksont és Steve Nasht.

#### 2021–2023: Csapatrekord győzelmek, 11 ezer gólpassz
2021. augusztus 7-én Paul aláírt egy 120 millió dolláros szerződést a Sunsszal, négy évre. Október 22-én 21 pontja, 14 gólpassza, 4 lepattanója és 2 labdaszerzése volt a Los Angeles Lakers elleni 115–105 győzelem során, amellyel az első játékos lett az NBA történetében, aki legalább 20 ezer pontot és 10 ezer gólpasszt szerzett pályafutása során. November 2-án 14 pontoot és 18 gólpasszt szerzett a New Orleans Pelicans ellen, megelőzve Mark Jacksont és Steve Nash-t az NBA örökranglistáját gólpasszokban, így már harmadik. December 2-án 12 pontja és 12 gólpassza volt a Detroit Pistons elleni 114–103 arányú győzelem során, amellyel a Suns sorozatban csapatrekord 18. győzelmét érte el. 2022. január 24-én Paul 27 pontot, 9 lepattanót és 14 gólpasszt szerzett a Utah Jazz ellen. Mindössze négy nappal később a Minnesota Timberwolves ellen megszerezte pályafutásának tizennyolcadik tripladupláját, 21 ponttal, 10 lepattanóval és 14 gólpasszal. A San Antonio Spurs elleni 115–110 végeredményű meccsen pedig szezoncsúcs 19 gólpassza volt, 20 pont és 8 lepattanó mellett.
Február 3-án Paul 18 pontja, 12 gólpassza és 3 labdaszerzése volt az Atlanta Hawks elleni 124–115 vereség alatt, amellyel véget ért a Phoenix 11 meccses győzelmi sorozatát. Ez volt Paul 50. mérkőzése, amelyen legalább 10 gólpassza volt úgy, hogy egyszer se adta el a labdát, amely NBA-rekordnak számít. Február 10-én Paul beállította szezoncsúcsát 19 gólpasszal, 17 pont és 7 lepattanó mellett, amellyel 131–107-re megverték a Milwaukee Bucks csapatát, az előző évi NBA-döntő megismétlésén. Paul ezen a mérkőzésen szerezte meg pályafutásának 500. dupladupláját. Mindössze a negyedik játékos, aki vagy irányító vagy dobóhátvéd, az NBA történetében, aki ezt el tudta érni. Február 16-án Paul eltörte jobb hüvelykujját a Houston Rockets elleni mérkőzésen, nem sokkal az All Star-gála előtt. Március 24-én tért vissza, miután korábban eltörte jobb csuklóját, hogy hozzásegítse a csapatot, hogy bebiztosítsa első helyét az NBA-ben a Denver Nuggets ellen. A mérkőzést 17 ponttal és 13 gólpasszal fejezte be. Április 1-én megelőzte Gary Paytont az NBA labdaszerzés-örökranglistáján, így már negyedik. Április 5-én a Lakers elleni mérkőzésen Paul lett az első játékos az NBA-történetében, aki négy csapatnak is tagja volt, amelyek csapatrekord győzelmet értek el a szezonban.
2022. október 23-án átlépte a 11 ezer gólpasszos határt, amivel mindössze a harmadik játékos lett az NBA történetében, aki ezt elérte, John Stockton és Jason Kidd után, illetve az első játékos, aki legalább 20 ezer pontot és 11 ezer gólpasszt szerzett. A szezon közben egyre többször sérült volt és ugyan megelőzte Michael Jordant az NBA labdaszerzési örökranglistáján, teljesítményei gyengültek.

### 2023–napjainkig: Golden State Warriors
2023. június 24-én a Suns a Washington Wizards csapatába küldte Pault, Landry Shametet, négy első köri választást és hat második köri választást, Bradley Bealért cserébe. Július 6-án a Wizards továbbküldte Pault a Golden State Warriorshoz, Jordan Poole, Patrick Baldwin Jr., Ryan Rollins és két választásért cserébe.

## Nemzeti válogatott

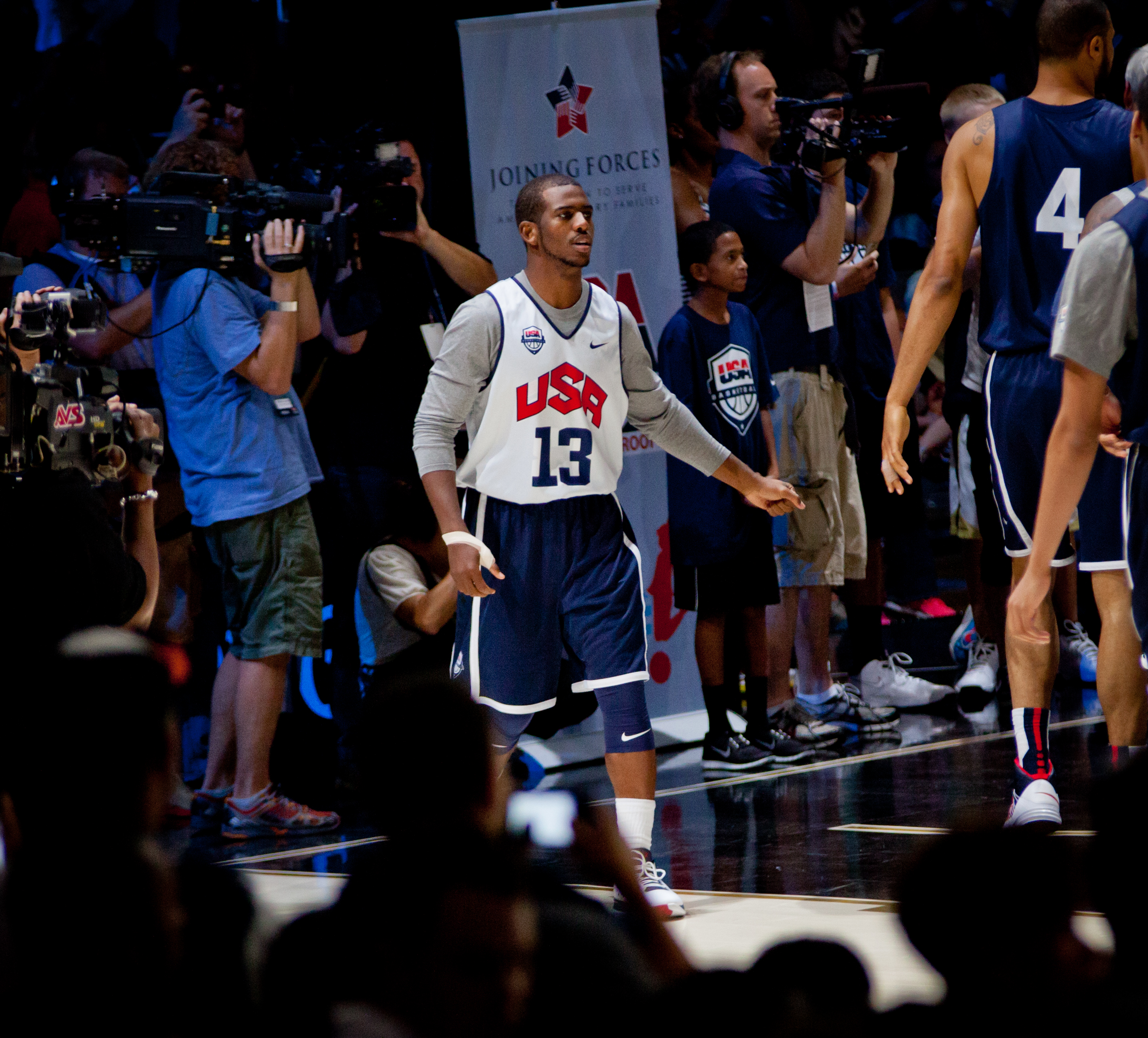
Paul a Team USA tagjaként 2012-ben.

Paul az Egyesült Államok kosárlabda válogatottjában a 2006-os FIBA Világbajnokságon debütált Japánban. A torna legtöbb gólpasszát szerezte 44-gyel, hozzásegítve a csapatot egy bronzéremhez. A 2008-as olimpián fontos szerepet játszott a cserepadról, 13 pontot szerezve Spanyolország ellen a döntőben. A csapat vereség nélkül zárta az olimpiát. A 2012-es olimpián már kezdő volt, 8.2 pontot, 5.1 gólpasszt és 1.6 labdaszerzést átlagolva, amellyel ismét veretlen bajnok lett a Team USA.

## Statisztikák

### Egyetem
| Év        | Csapat      | JM | KM | JP/M | MG%  | 3P%  | BD%  | LP/M | GP/M | L/M | B/M | P/M  |
| --------- | ----------- | -- | -- | ---- | ---- | ---- | ---- | ---- | ---- | --- | --- | ---- |
| 2003–2004 | Wake Forest | 31 | 31 | 33,6 | .496 | .465 | .843 | 3,3  | 5,9  | 2,5 | 0,4 | 14,8 |
| 2004–2005 | Wake Forest | 32 | 32 | 33,4 | .451 | .474 | .834 | 4,4  | 6,6  | 2,7 | 0,0 | 15,3 |
| Karrier:  | Karrier:    | 63 | 63 | 33,5 | .472 | .470 | .838 | 3,9  | 6,3  | 2,5 | 0,2 | 15,0 |

### NBA

#### Alapszakasz
| Év        | Csapat                | JM   | KM   | JP/M | MG%  | 3P%  | BD%   | LP/M | GP/M  | L/M  | B/M | P/M  |
| --------- | --------------------- | ---- | ---- | ---- | ---- | ---- | ----- | ---- | ----- | ---- | --- | ---- |
| 2005–2006 | New Orleans Hornets   | 78   | 78   | 36,0 | .430 | .282 | .847  | 5,1  | 7,8   | 2,2  | 0,1 | 16,1 |
| 2006–2007 | New Orleans Hornets   | 64   | 64   | 36,8 | .437 | .350 | .818  | 4,4  | 8,9   | 1,8  | 0,0 | 17,3 |
| 2007–2008 | New Orleans Hornets   | 80   | 80   | 37,6 | .488 | .369 | .851  | 4,0  | 11,6* | 2,7* | 0,1 | 21,1 |
| 2008–2009 | New Orleans Hornets   | 78   | 78   | 38,5 | .503 | .364 | .868  | 5,5  | 11,0* | 2,8* | 0,1 | 22,8 |
| 2009–2010 | New Orleans Hornets   | 45   | 45   | 38,0 | .493 | .409 | .847  | 4,2  | 10,7  | 2,1  | 0,2 | 18,7 |
| 2010–2011 | New Orleans Hornets   | 80   | 80   | 36,0 | .463 | .388 | .878  | 4,1  | 9,8   | 2,4* | 0,1 | 15,8 |
| 2011–2012 | Los Angeles Clippers  | 60   | 60   | 36,4 | .478 | .371 | .861  | 3,6  | 9,1   | 2,5* | 0,1 | 19,8 |
| 2012–2013 | Los Angeles Clippers  | 70   | 70   | 33,4 | .481 | .328 | .885  | 3,7  | 9,7   | 2,4* | 0,1 | 16,9 |
| 2013–2014 | Los Angeles Clippers  | 62   | 62   | 35,0 | .467 | .368 | .855  | 4,3  | 10,7* | 2,5* | 0,1 | 19,1 |
| 2014–2015 | Los Angeles Clippers  | 82   | 82*  | 34,8 | .485 | .398 | .900  | 4,6  | 10,2* | 1,9  | 0,2 | 19,1 |
| 2015–2016 | Los Angeles Clippers  | 74   | 74   | 32,7 | .462 | .371 | .896  | 4,2  | 10,0  | 2,1  | 0,2 | 19,5 |
| 2016–2017 | Los Angeles Clippers  | 61   | 61   | 31,5 | .476 | .411 | .892  | 5,0  | 9,2   | 1,9  | 0,1 | 18,1 |
| 2017–2018 | Houston Rockets       | 58   | 58   | 31,8 | .460 | .380 | .919  | 5,4  | 7,9   | 1,7  | 0,2 | 18,6 |
| 2018–2019 | Houston Rockets       | 58   | 58   | 32,0 | .419 | .358 | .862  | 4,6  | 8,2   | 2,0  | 0,3 | 15,6 |
| 2019–2020 | Oklahoma City Thunder | 70   | 70   | 31,5 | .489 | .365 | .907  | 5,0  | 6,7   | 1,6  | 0,2 | 17,6 |
| 2020–2021 | Phoenix Suns          | 70   | 70   | 31,4 | .499 | .395 | .934* | 4,5  | 8,9   | 1,4  | 0,3 | 16,4 |
| 2021–2022 | Phoenix Suns          | 65   | 65   | 32,9 | .493 | .317 | .837  | 4,4  | 10,8* | 1,9  | 0,3 | 14,7 |
| 2022–2023 | Phoenix Suns          | 59   | 59   | 32,0 | .440 | .375 | .831  | 4,3  | 8,9   | 1,5  | 0,4 | 13,9 |
| 2023–2024 | Golden State Warriors | 58   | 18   | 26,4 | .441 | .371 | .827  | 3,9  | 6,8   | 1,2  | 0,1 | 9,2  |
| 2024–2025 | San Antonio Spurs     | 82*  | 82*  | 28,0 | .427 | .377 | .924  | 3,6  | 7,4   | 1,3  | 0,3 | 8,8  |
| Karrier   | Karrier               | 1354 | 1314 | 33,7 | .470 | .370 | .871  | 4,4  | 9,2   | 2,0  | 0,2 | 17,0 |
| All Star  | All Star              | 11   | 4    | 24,8 | .525 | .468 | .857  | 3,9  | 11,6  | 2,4  | 0,0 | 12,2 |

#### Play-in
| Év      | Csapat       | JM | KM | JP/M | MG%  | 3P%  | BD% | LP/M | GP/M | L/M | B/M | P/M |
| ------- | ------------ | -- | -- | ---- | ---- | ---- | --- | ---- | ---- | --- | --- | --- |
| 2024    | Phoenix Suns | 1  | 0  | 18,3 | .333 | .500 | -   | 1,0  | 2,0  | 0,0 | 0,0 | 3,0 |
| Karrier | Karrier      | 1  | 0  | 18,3 | .333 | .500 | -   | 1,0  | 2,0  | 0,0 | 0,0 | 3,0 |

#### Rájátszás
| Év      | Csapat                | JM  | KM  | JP/M | MG%  | 3P%  | BD%   | LP/M | GP/M | L/M | B/M | P/M  |
| ------- | --------------------- | --- | --- | ---- | ---- | ---- | ----- | ---- | ---- | --- | --- | ---- |
| 2008    | New Orleans Hornets   | 12  | 12  | 40,5 | .502 | .238 | .785  | 4,9  | 11,3 | 2,3 | 0,2 | 24,1 |
| 2009    | New Orleans Hornets   | 5   | 5   | 40,2 | .411 | .313 | .857  | 4,4  | 10,4 | 1,6 | 0,0 | 16,6 |
| 2011    | New Orleans Hornets   | 6   | 6   | 41,5 | .545 | .474 | .796  | 6,7  | 11,5 | 1,8 | 0,0 | 22,0 |
| 2012    | Los Angeles Clippers  | 11  | 11  | 38,5 | .427 | .333 | .872  | 5,1  | 7,9  | 2,7 | 0,1 | 17,6 |
| 2013    | Los Angeles Clippers  | 6   | 6   | 37,3 | .533 | .316 | .892  | 4,0  | 6,3  | 1,8 | 0,0 | 22,8 |
| 2014    | Los Angeles Clippers  | 13  | 13  | 36,3 | .467 | .457 | .774  | 4,2  | 10,4 | 2,8 | 0,0 | 19,8 |
| 2015    | Los Angeles Clippers  | 12  | 12  | 37,1 | .503 | .415 | .941  | 4,4  | 8,8  | 1,8 | 0,3 | 22,1 |
| 2016    | Los Angeles Clippers  | 4   | 4   | 31,3 | .487 | .300 | 1.000 | 4,0  | 7,3  | 2,3 | 0,0 | 23,8 |
| 2017    | Los Angeles Clippers  | 7   | 7   | 37,2 | .496 | .368 | .879  | 5,0  | 9,9  | 1,7 | 0,1 | 25,3 |
| 2018    | Houston Rockets       | 15  | 15  | 34,5 | .459 | .374 | .830  | 5,9  | 5,8  | 2,0 | 0,3 | 21,1 |
| 2019    | Houston Rockets       | 11  | 11  | 36,1 | .446 | .270 | .844  | 6,4  | 5,5  | 2,2 | 0,6 | 17,0 |
| 2020    | Oklahoma City Thunder | 7   | 7   | 37,3 | .491 | .372 | .885  | 7,4  | 5,3  | 1,6 | 0,4 | 21,3 |
| 2021    | Phoenix Suns          | 20  | 20  | 34,2 | .497 | .446 | .877  | 3,5  | 8,6  | 1,2 | 0,2 | 19,2 |
| 2022    | Phoenix Suns          | 13  | 13  | 34,5 | .561 | .388 | .946  | 4,2  | 8,3  | 1,5 | 0,2 | 17,5 |
| 2023    | Phoenix Suns          | 7   | 7   | 35,8 | .418 | .321 | .500  | 5,0  | 7,4  | 1,7 | 0,7 | 12,4 |
| Karrier | Karrier               | 149 | 149 | 36,5 | .484 | .373 | .854  | 4,9  | 8,3  | 1,9 | 0,2 | 20,0 |

## Magánélete
Paul 2011. szeptember 10-én házasodott össze Jada Crawley-val. Két gyermekük van, egy fiú (született: 2009 májusa) és egy lány (született: 2012 augusztusa). 2011. november 11-én családjával szerepelt a Family Feud műsorán.
Paul keresztény és minden vasárnap jár templomba. Egy interjúban elmondta, hogy "Nagyon hálás vagyok, hogy a szüleim engem és C.J.-t úgy nevelték föl, hogy kövessük Isten irányítását és függjünk a hitünktől Benne és, hogy legyünk hálásak mindenért, amit kapunk." Bowling-rajongó, tulajdonosa a Professional Bowlers Association (PBA)  egyik csapatának, az L.A.X.-nek. Több jótékonysági eseményen is részt vett a CP3 Foundation elnökeként. 2018-ban megvette a Winston-Salem Dash baseball csapatot.
Paul testvére, C.J. a Hampton Egyetem és a South Carolina Upstate Egyetem csapataiban kosárlabdázott. 2004-ben játszottak egymás ellen, mikor Paul a Wake Forest játékosa volt. C.J. most már Chris menedzsere. Paul közeli barátja Reggie Bush, akivel egy környéken laktak New Orleansben, mikor Bush a Saints játékosa volt.

## Filmográfia
| Év   | Cím                      | Szerep        | Jegyzet                         |
| ---- | ------------------------ | ------------- | ------------------------------- |
| 2011 | Family Feud              | Önmaga        |                                 |
| 2019 | Scooby-Doo és (sz)társai | Önmaga (hang) | Golflabda és lápi rém epizódban |

## NBA-rekordok
Chris Paul által beállított NBA-rekordok.

### Alapszakasz
- Sorozatban legtöbb mérkőzés, amelyen volt legalább egy labdaszerzése (109).
- Legmagasabb gólpassz átlag az All Star-gálákon.
- Legtöbb szezon, amelyben a legtöbb labdaszerzése volt (6).
- Legtöbb szezon, amelyben mérkőzésenként átlagosan a legtöbb labdaszerzése volt (6).
- Második legtöbb NBA All Star-gála, amelyben legalább 10 gólpasszt szerzett (5).
- Egyetlen játékos az NBA történetében, aki legalább 40 pontot, 15 gólpasszt és 5 labdaszerzést szerzett egy mérkőzésen.
- Egyetlen játékos az NBA történetében, aki legalább 20 pontot, 20 gólpasszt és 0 eladott labdát szerzett egy mérkőzésen.
- Egyetlen játékos az NBA történetében, aki 10 pontot és 10 gólpasszt szerzett a szezon első 13 mérkőzésén.
- Egyetlen játékos az NBA történetében, aki vezette a ligát a legtöbb szerzett gólpassz és a legtöbb labdaszerzés kategóriában is, háromszor.
- Egyetlen játékos az NBA történetében, akinek sorozatban négy szezonban is a legtöbb labdaszerzése volt a ligában.
- Egyetlen játékos az NBA történetében, aki legalább hat szezonban vezette a ligát a labdaszerzés kategóriában.
- Egyetlen játékos az NBA történetében, akinek 6000 gólpassza van első kilenc szezonjában, de nem érte el a főcsoportdöntőt abban az időszakban.

### Rájátszás
- Egyike annak a három játékosnak az NBA történetében, aki legalább 25 pontot, 15 gólpasszt és 10 lepattanót szerzett egy mérkőzésen.
  - A másik kettő Oscar Robertson (kétszer) és Russell Westbrook.

## Díjak

### NBA
- 12× NBA All Star: 2008, 2009, 2010, 2011, 2012, 2013, 2014, 2015, 2016, 2020, 2021, 2022
- 9× All-NBA Csapat:
  - Első csapat: 2008, 2012, 2013, 2014
  - Második csapat: 2009, 2015, 2016, 2020, 2021
  - Harmadik csapat: 2011
- 9× NBA All-Defensive Csapat:
  - Első csapat: 2009, 2012, 2013, 2014, 2015, 2016, 2017
  - Második csapat: 2008, 2011
- NBA All Star-gála Most Valuable Player: 2013

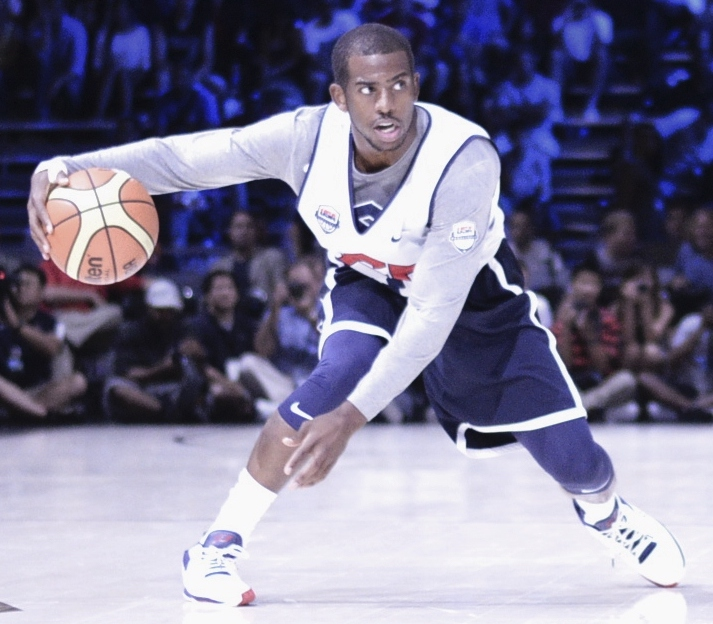
Paul az amerikai kosárlabda-válogatottal 2012-ben.

- NBA Az év újonca: 2006
- NBA Első újonc csapat: 2006

### Egyetem
- Consensus All-American Első csapat: 2005[161]
- 2× All-ACC Csapat
  - All-ACC Első csapat: 2005[162]
  - All-ACC Harmadik csapat: 2004
- All-ACC Védekező csapat: 2004
- All-ACC Elsőéves csapat: 2004
- ACC Az év újonca: 2004
- All-ACC Tournament Második csapat: 2004

### Válogatott
- 2× Olimpiai aranyérmes: 2008, 2012
- FIBA Világbajnoki bronzérmes: 2006
- USA Basketball Az év férfi sportolója: 2004

### Visszavonultatott mezszámok
- Wake Forest Demon Deacons: #3[27]